# Comuna Mihăilești, Buzău
Mihăilești este o comună în județul Buzău, Muntenia, România, formată din satele Colțăneni, Mărgineanu, Mihăilești (reședința) și Satu Nou.

## Așezare
Ea se află în sudul județului, în câmpia Română, fiind traversată prin extremitatea estică (prin satul de reședință) de șoseaua națională DN2. Pe teritoriul comunei, la sud de satul Mihăilești, din această șosea se desprinde șoseaua județeană DJ203C, care o leagă de Florica, Brădeanu și Pogoanele (DN2C).

## Demografie
Componența etnică a comunei Mihăilești
     Români (62,99%)
     Romi (33,83%)
     Alte etnii (0,14%)
     Necunoscută (3,04%)
Componența confesională a comunei Mihăilești
     Ortodocși (94,15%)
     Adventiști (2,25%)
     Alte religii (0,47%)
     Necunoscută (3,14%)
Conform recensământului efectuat în 2021, populația comunei Mihăilești se ridică la 2.137 de locuitori, în creștere față de recensământul anterior din 2011, când fuseseră înregistrați 2.084 de locuitori. Majoritatea locuitorilor sunt români (62,99%), cu o minoritate de romi (33,83%), iar pentru 3,04% nu se cunoaște apartenența etnică. Din punct de vedere confesional, majoritatea locuitorilor sunt ortodocși (94,15%), cu o minoritate de adventiști (2,25%), iar pentru 3,14% nu se cunoaște apartenența confesională.

## Politică și administrație
Comuna Mihăilești este administrată de un primar și un consiliu local compus din 11 consilieri. Primarul, Dorinel Petre[*], de la Partidul Social Democrat, este în funcție din 2012. Începând cu alegerile locale din 2024, consiliul local are următoarea componență pe partide politice:
|  | Partid                          | Consilieri | Componența Consiliului | Componența Consiliului | Componența Consiliului | Componența Consiliului | Componența Consiliului | Componența Consiliului | Componența Consiliului |
|  | ------------------------------- | ---------- | ---------------------- | ---------------------- | ---------------------- | ---------------------- | ---------------------- | ---------------------- | ---------------------- |
|  | Partidul Social Democrat        | 7          |                        |                        |                        |                        |                        |                        |                        |
|  | Alianța pentru Unirea Românilor | 2          |                        |                        |                        |                        |                        |                        |                        |
|  | Partidul Național Liberal       | 2          |                        |                        |                        |                        |                        |                        |                        |

## Istorie
Cea mai veche așezare a comunei este satul Mărgineanu, datând de pe la 1600, în vreme ce satele Mihăilești și Colțăneni au apărut după 1830. La sfârșitul secolului al XIX-lea, comuna făcea parte din plasa Tohani a județului Buzău și era formată din satele Colțăneni, Mărgineanu și Mihăilești, totalizând 1400 de locuitori. În comună funcționau o școală cu 83 de elevi (dintre care 10 fete) în satul de reședință, două biserici (la Mărgineanu și Mihăilești), o moară cu aburi și o stână. În 1925, comunei îi fusese arondat și satul Florica, și avea în compoziție așezările Colțăneni, Florica, Mihăilești, Mărgineanu și Sărata-Mărgineanca, având în total 3720 de locuitori și făcând parte din plasa Glodeanurile. În 1931, comuna Florica s-a separat, iar în cadrul comunei Mihăilești a apărut și localitatea Satu Nou.
În 1950, comuna a fost arondată raionului Mizil din regiunea Buzău și apoi (după 1952) din regiunea Ploiești. În 1968, comuna a redevenit parte a județului Buzău, având în componență satele Colțăneni, Florica (comuna Florica a fost din nou desființată cu această ocazie), Mărgineanu și Mihăilești. În 2004, satul Florica s-a separat, formând o comună de sine stătătoare. În același an, în apropierea satului de reședință, pe șoseaua DN2 a avut loc explozia de la Mihăilești, un accident de circulație extrem de mediatizat la acea vreme.